# Dornbusch-Nachtschwalbe
Die Dornbusch-Nachtschwalbe (Caprimulgus donaldsoni) ist eine Vogelart aus der Familie der Nachtschwalben (Caprimulgidae).
Sie kommt im Nordwesten und Süden Somalias, im Osten und Süden Äthiopiens, im Osten Kenias, im Nordosten Tansanias und möglicherweise auch im Südosten Südsudans vor.
Ihr Verbreitungsgebiet umfasst trockene oder semiaride buschbestandene (Akazien) offene Flächen, auch bewaldete Flusstäler,  bis 1250 m.

## Beschreibung

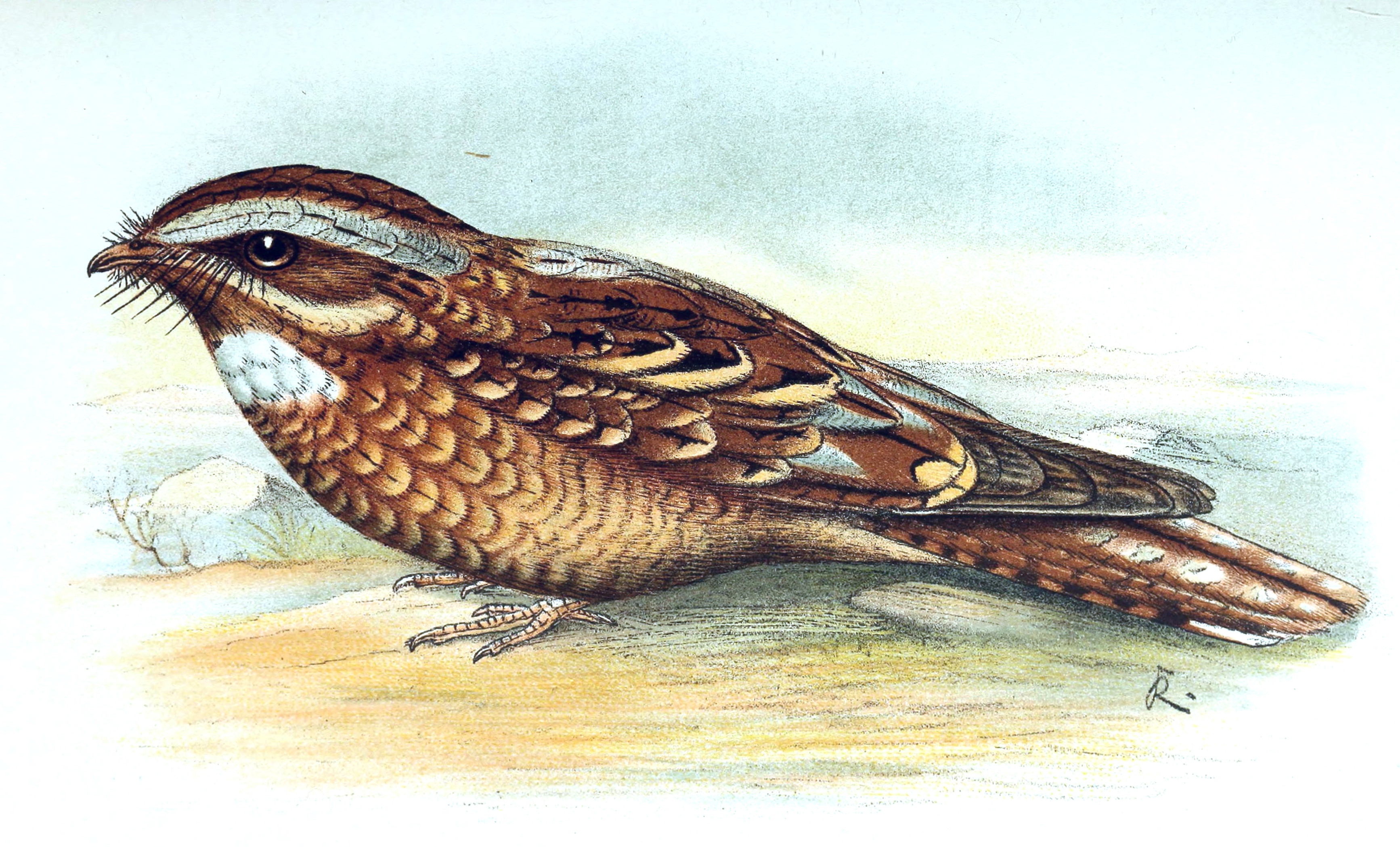
Dornbusch-Nachtschwalbe, Illustration (1905)

Die Dornbusch-Nachtschwalbe ist mit 18–19 cm die kleinste afrikanische Nachtschwalbe. Das Männchen wiegt zwischen 21 und 36 g, das Weibchen zwischen 26 und 36 g. Zwischen den Geschlechtern gibt es nur geringe Unterschiede im Aussehen. Die Dornbusch-Nachtschwalbe ist kräftig graubraun und rotbraun gemustert. Der Scheitel ist hellgrau, das breite Nackenband rotbraun. An der Kehle findet sich oft ein breiter weißer Fleck.
Im Fluge sieht man auf den vier Handschwingen weiße Flecken und auch auf den beiden äußeren Steuerfedern kleine weiße Flecken bei beiden Geschlechtern.

## Stimme
Der Ruf des Männchens wird als monotones Pfeifen tu-wee, tiu beschrieben.

## Lebensweise
Die Nahrung besteht aus Ameisen, Heuschrecken, Nachtfaltern, Käfern und Raupen.
Die Brutzeit liegt in Somalia zwischen Mai und Juni, in Äthiopien im März und möglicherweise in Kenia zwischen August und Oktober. Die Eier werden direkt ohne Nest auf den Erdboden gelegt.

## Gefährdungssituation
Die Dornbusch-Nachtschwalbe gilt als „nicht gefährdet“ (least concern).